# Collision aérienne de Moncks Corner
 (février 2025).
Si vous disposez d'ouvrages ou d'articles de référence ou si vous connaissez des sites web de qualité traitant du thème abordé ici, merci de compléter l'article en donnant les références utiles à sa vérifiabilité et en les liant à la section « Notes et références ».
Le 7 juillet 2015, un avion de chasse F-16 de l'U.S. Air Force est entré en collision en vol avec un avion privé, de type Cessna 150, au-dessus de Moncks Corner, en Caroline du Sud, aux États-Unis. Les deux occupants du Cessna ont été tués sur le coup ; le pilote du F-16 s'est éjecté en toute sécurité.
L'enquête qui a suivi a révélé que le centre de contrôle local du trafic aérien n'a pas assuré une séparation adéquate entre les deux appareil.

## Avion
Le premier appareil était un General Dynamics F-16 Fighting Falcon immatriculé 96-0085. Il était basé à la Shaw Air Force Base, en Caroline du Sud, et était exploité par la 20th Fighter Wing de l'U.S. Air Force.
Le deuxième avion impliqué était un Cessna 150 privé, immatriculé N3601V.

## Collision
Vers 11h00, le F-16 et le Cessna 150 sont entrés en collision au-dessus de Moncks Corner, en Caroline du Sud, à environ 48 km au nord de Charleston. Des témoins au sol affirment que le Cessna montait lorsque le F-16 l'a percuté de côté. Le Cessna (N3601V) venait de quitter l'aérodrome de Berkeley County (en) selon les règles de vol à vue, sans établir de communication avec le contrôle aérien de la Federal Aviation Administration (FAA). Le F-16 (indicatif Death 41) se trouvait sur un cap assigné par le contrôle aérien de 260°, et a entamé une descente pour maintenir 1600 pieds (487 m) pour une approche ILS vers la piste 15, à la base aérienne de Charleston (en).
À 11h00min16s, le contrôleur d'approche a émis un avis de trafic, informant le pilote du F-16 d'un « trafic à 12h, 2 milles, direction opposée, altitude indiquée de 1 200 pieds, type inconnu ». 
À 11h00min24s, le pilote du F-16 a répondu qu'il « recherchait » le trafic ; à 11h00min26s, le contrôleur a conseillé au pilote du F-16 de « tourner à gauche, en direction du 180, si vous n'avez pas le trafic en vue ». 
À 11h00min30s, le pilote a demandé « confirmer 2 milles ? ». Quelques secondes plus tard, le contrôleur a déclaré « si vous n'avez pas ce trafic en vue, tournez immédiatement à gauche en direction du 180 ». Alors que le contrôleur donnait l'instruction et au cours des 18 secondes suivantes, la trajectoire du F-16 indiquée par le radar au sol a commencé à viré vers le sud en direction du cap désigné.
À 11h00min49s, la signature radar du F-16 se trouvait à 925 m au nord-est de celle du Cessna, à une altitude de 1 500 pieds (457 m), et suivait une trajectoire approximative de 215°. À ce moment-là, le Cessna signale une altitude de 1 400 pieds (426 m) et est établi sur une trajectoire au sol approximative de 110°. Les deux appareils sont entrés en collision à une altitude approximative de 1 450 pieds (441 m).
Le F-16 a volé pendant trois minutes supplémentaires avant que le pilote ne transmette un appel de détresse. Il s'est ensuite éjecté en toute sécurité. Les deux appareils se sont écrasés dans la plantation Lewisfield (en). Les deux occupants du Cessna 150 ont péri dans l'accident. Le pilote du F-16 était en mission d'entraînement, suivant alors les règles de vol aux instruments. Sa destination finale était la base aérienne de Charleston (en). Le Cessna aurait effectué un vol privé entre l'aérodrome de Berkeley County (en) et l'aéroport international de Myrtle Beach.

## Enquête
Le Conseil national de la sécurité des transports (NTSB) a mené l'enquête sur cet accident. La cause principale de la collision a été attribuée à de multiples erreurs du contrôle aérien, qui n'a pas réussi à résoudre le conflit d'altitude entre les deux avions. La FAA a également ouvert une enquête sur les causes de cette catastrophe.